# Блайневон
Блайне́вон (валл. Blaenafon, англ. Blaenavon) — місто на південному сході Уельсу. Розташоване в області Торван. Знаходиться біля початку невеличкої річки Llwyd. У перекладі з валійської мови назва міста означає «початок річки».
Об'єкти ландшафту колишньої промислової частини міста 2000 року занесено до списку Світової спадщини ЮНЕСКО.

## Історія міста

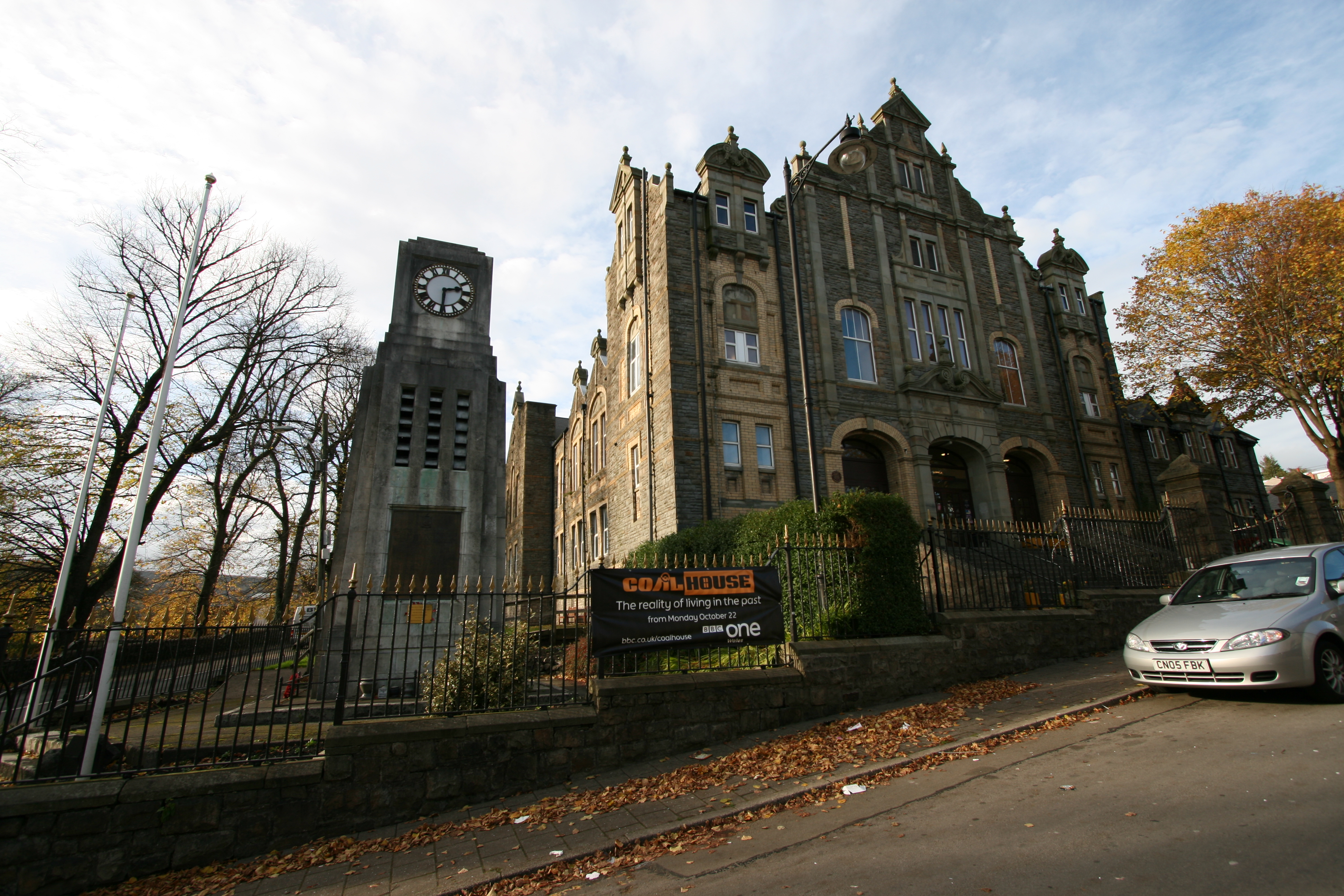
Блайневонський воєнний меморіал і Робітничий клуб.

Місто Блайневон виросло навколо металургійного заводу, збудованого тут 1788 року.
Про допромисловий період в історії цієї місцевості згадок дуже мало. Мало що й залишилося від тієї доби. Серед пам'яток історії цієї місцевості до періоду будівництва заводу чи не найзначнішим була невеличка каплиця, яка була тут ще з 1577 року і розібрана 1863 року.
Відомо, що ще принаймні у 1675 році залізна руда добувалася у цій місцевості, однак, у незначній кількості.
1788 року місцевий лорд Abergavenny здав ці землі в оренду трьом підприємцям з Англії — Томасу Хілу, Томасу Хопкінсу і Бенджаміну Пратту. Вони втрьох побудували тут металургійний завод, найсучасніший для свого часу. Завдяки металургійному виробництву і вугільним шахтам населення міста швидко зросло за рахунок міграції селян з Уельсу і з інших місцевостей Великої Британії.
1921 року населення міста досягло свого піку і становило 12 500 людей. Однак, після закриття заводу спочатку у 1904 році і остаточно у 1938 році, населення міста почало падати. 1980 року було закрито і місцеву шахту. Нині населення міста становить 5688 осіб і складається переважно з людей старшого віку.
Серед жителів Уельсу відомі декотрі гравці у регбі, які народилися у місті Блайневон.

## Металургійний завод у місті Блайневон
Вже 1789 року тут було три доменних печі, у роботі яких використовувалася енергія парових машин. На той час завод у Блайневоні був другим за розмірами металургійним заводом Уельсу і одним з найбільших у світі. 1796 року у домнах заводу виплавляли 5400 тонн чавуну на рік. 1812 року на заводі було вже п'ять домен, що виробляли 14 000 тонн чавуну на рік.
Завод працював повністю на місцевій сировині. Вугілля, вогнетривка глина, руда, вапняк видобувалися неподалік від заводу. Всі цехи були зв'язані поміж собою «залізницею» — рейковим транспортом на кінній тязі.
1833 року компанія Blaenavon Company володіла 430 кіньми і на неї працювало до 1000 робітників.
У середині XIX століття завод виробляв залізничні рейки, які експортувалися у багато країн світу, зокрема у Російську імперію, Індію, Бразилію та інші.
1860 року компанія збудувала неподалік новий завод, після чого старий завод був залишений, на ньому не провадилися перебудови і він до сьогодні залишається майже у тому самому вигляді, яким він був у середині XIX століття.
1870 року компанія була названа Blaenavon Iron & Steel Company.
1878 року на заводі працювало 5000 людей.

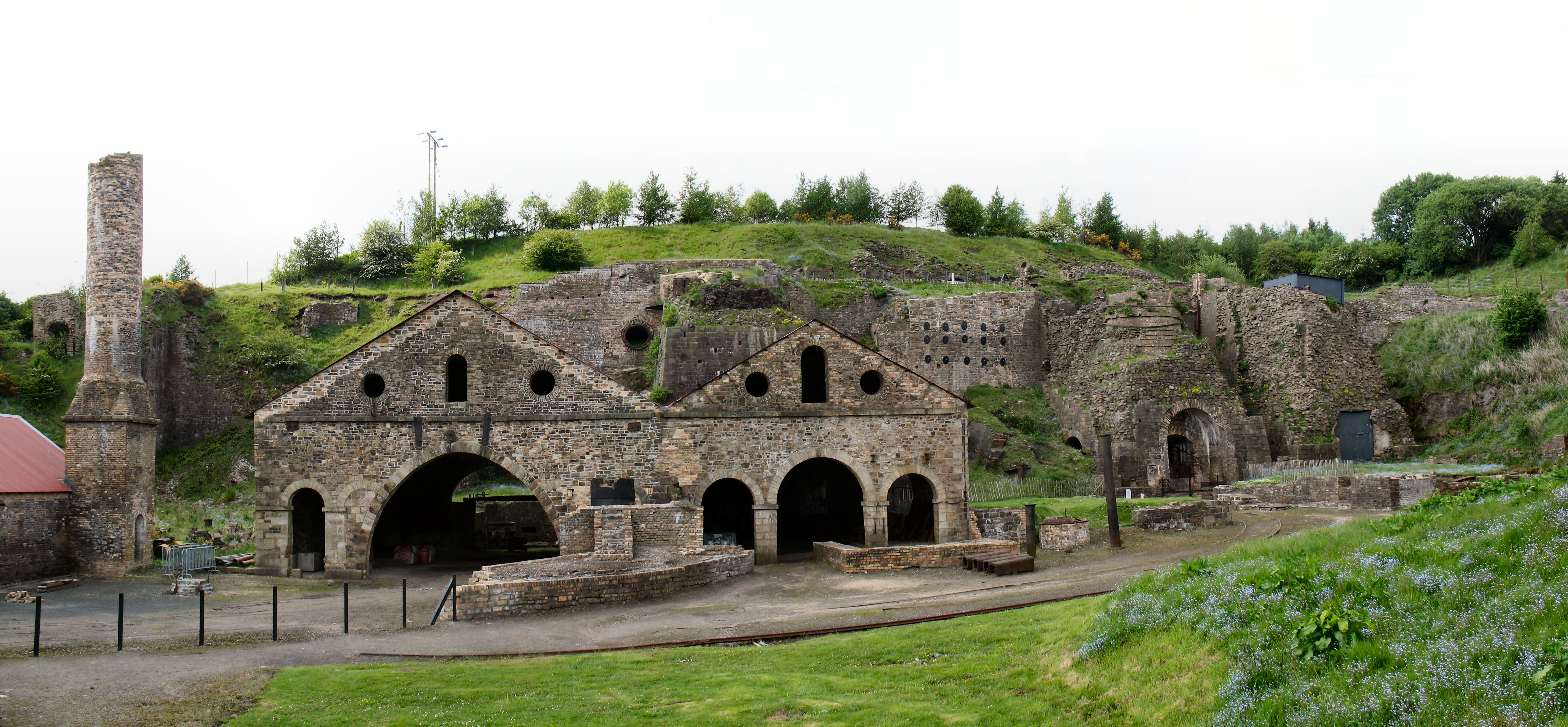
Металургійний завод у місті Блайневоні.
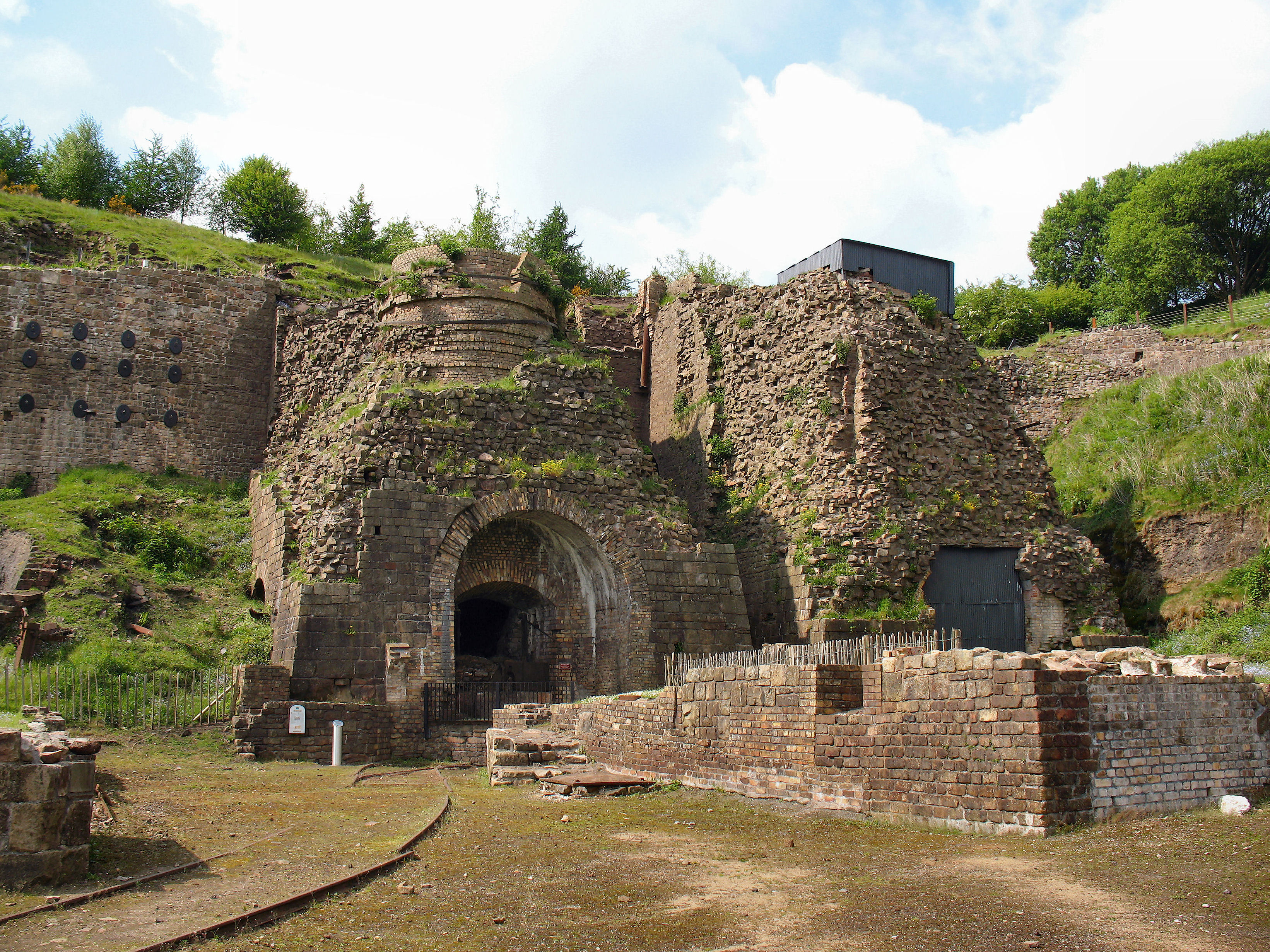
Дві старовинні доменні печі металургійного заводу у місті Блайневон.
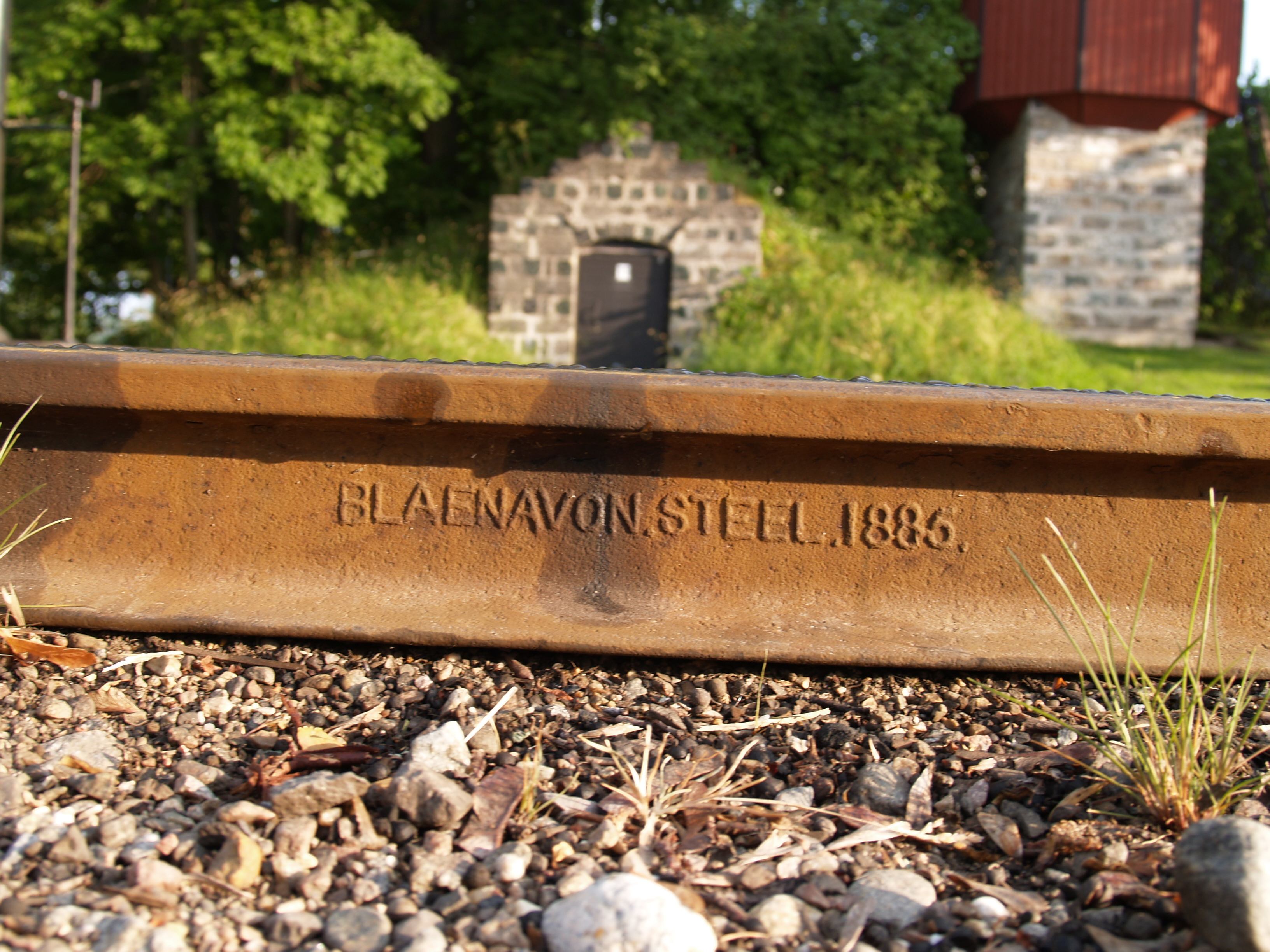
Рейка, зроблена на металургійному заводі міста Блайневона і побачена, як стверджує автор фото, у Швеції .

Завод у Блайневоні займає особливе місце у історії томасовського виробництва. Саме на цьому заводі у 1878 році англійський винахідник Сідні Томас вперше випробував свій метод виробництва сталі з фосфористих чавунів, отриманих з руди з великим вмістом фосфору, що є шкідливою домішкою.
У другій половині XIX століття Blaenavon Company побудувала нову шахту Big Pit (у перекладі з англійської — «Велика яма») і почала відходити від металургійного виробництва. 1904 року завод припинив роботу, 1924 року робота заводу відновилася, однак не на довгий час. 1938 року завод остаточно припинив роботу.

## Шахта
Нова шахта була збудована 1860 року. 1904 року на шахті працювало 1122 людини. Однак, кількість шахтарів у подальші роки зменшувалася. 1970 року на шахті працювало 494 людини. Копер шахти було збудовано 1921 року і він використовувався до 1978 року. Шахта була закрита у грудні 1980 року.

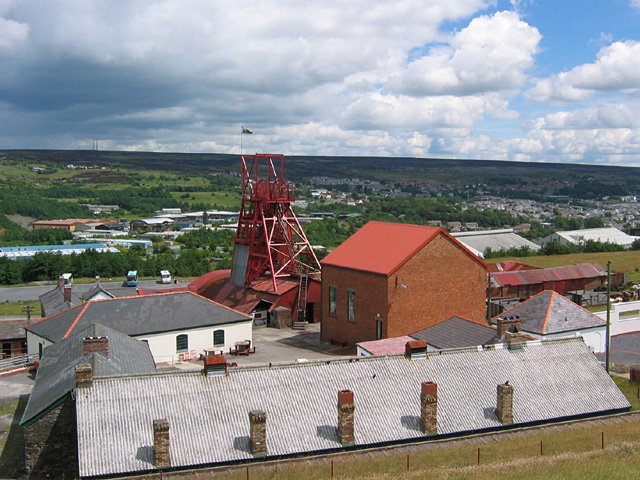
Музей шахти Big Pit.
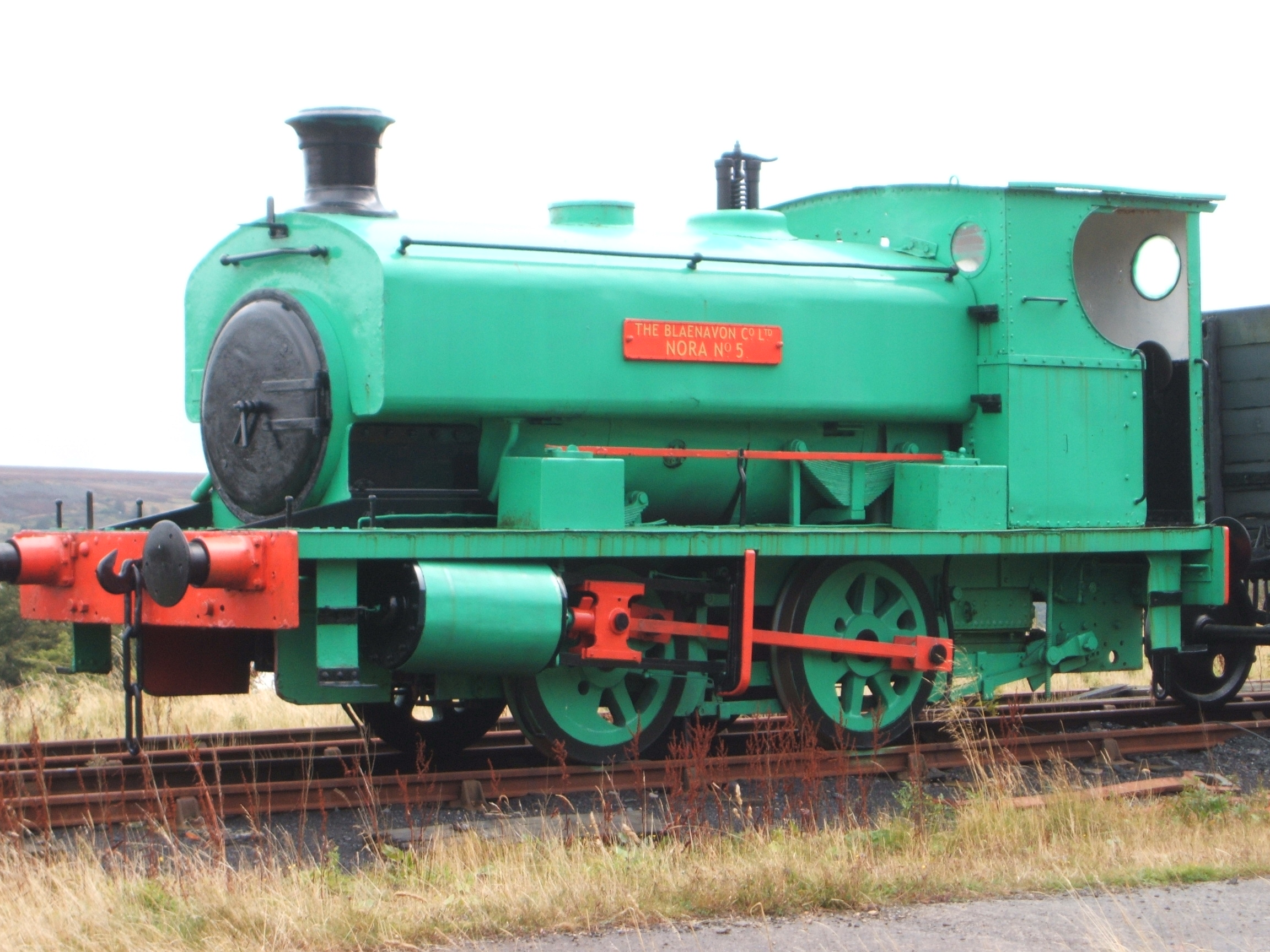
Паровоз Nora No.5 на шахті Big Pit, що використовувався на шахті.

## Промисловий ландшафт навколо міста Блайневон як об'єкт світової спадщини ЮНЕСКО
2000 року територію навколо міста Блайневон було занесено до списку Світової спадщини ЮНЕСКО.
Ця місцевість є одним з найкращих прикладів краєвиду, утворенного вугільними і металургійними підприємствами кінця XIX століття. Промисловий ландшафт навколо міста Блайневон, утворений заводу, шахти, каменоломні, стара залізниця, будинки робітників, окремі з яких були збудовані у ранні роки історії міста.
Центральним об'єктом цієї території є колишній блайневонський металургійний завод. Доменні печі заводу, розміщені одна біля одної, сьогодні є найкраще збереженим комплексом з кількох доменних печей того періоду і типу конструкції.
Протягом майже сторіччя завод був залишений. Цегла і дике каміння з будівель заводу розтирювалося для використання у інших місцях. Завод потроху руйнувався. 1975 року завод був взятий під захист держави.
Вугільна шахта була відкрита для відвідування 1983 року і нині є частиною Національного музею Уельсу. Відвідувачі можуть спуститися у шахту, причому у всій Британії є лише дві шахти, де є доступ для відвідування підземної частини шахти.